# Jerome y Jeremiah Valeska
Jerome y Jeremiah Valeska son personajes y antagonistas de la serie de televisión de Fox Gotham y medios asociados. Son hermanos gemelos idénticos interpretados por Cameron Monaghan.
Cada gemelo adapta diferentes características del supervillano de DC Comics, el Joker. Jerome es representado como un psicótico nihilista que propaga el caos en Gotham City hasta su eventual muerte, mientras que Jeremiah es un astuto psicópata obsesionado con atormentar a Bruce Wayne. En el final de la serie ambientado diez años después de la primera aparición de Jeremiah, Jeremiah se reinventa y se convierte en una amalgama figurativa de ambos gemelos Valeska a lo largo del programa, y aunque nunca adopta oficialmente el nombre, se vuelve temáticamente representativo del Joker, completo con desfiguración química sobre la que se aplica pintura facial blanca, cabello teñido de verde, lápiz labial rojo, vestido con un traje morado con una camiseta verde y corbata naranja, como es la apariencia icónica tradicional del supervillano.

## Concepción temprana
En sus primeras etapas, Gotham pretendía alejarse de las raíces de la superhéroes de los cómics de Batman, optando en su lugar por ser un procedimiento policial más realista centrado en James Gordon y en los orígenes de los habitantes de Gotham City antes de la aparición de personajes disfrazados. Por ello, el productor ejecutivo Bruno Heller no quiso abordar la historia de fondo del archienemigo de Batman, el Joker, hasta más adelante en la serie (en un momento en el que estaban más seguros de sí mismos). Creyendo que el Joker no debería preceder al propio Batman, una de las primeras ideas fue implantar personajes menores a lo largo de la primera temporada que pudieran convertirse en supervillanos. La primera aparición de esto fue el cameo de un comediante en el episodio piloto. Más adelante en la temporada, Heller cambió de opinión y decidió abordar el personaje de manera más directa porque sintió que el público estadounidense no querría esperar.

## Desarrollo
Teniendo en cuenta las posibles restricciones de derechos de autor, los showrunner pensaron que podría haber personajes que existieron antes del Joker que habrían informado su eventual identidad. Heller explicó que, a lo largo de la serie, "la gente verá cómo se crea una especie de semblante cultural... Hay una tradición en los antepasados y ancestros de esos personajes que los crearon". Sintió que el Joker no sería alguien que se inventó a sí mismo de la nada, y que su origen debería ser más interesante que un hombre común que cae en una tina de productos químicos (una explicación recurrente en los cómics). En cambio, decidieron desentrañar una historia secreta y una ascendencia filosófica, que Heller compara con Jesucristo y Elvis Presley. Un tema recurrente en el programa es cómo la ideología del Joker actúa como un virus que se puede propagar a través de múltiples personajes, que el productor ejecutivo Danny Cannon describe como "lo opuesto a Bruce Wayne, alguien que solo quiere destruir... ese podría ser cualquiera". Los precursores del personaje serían conocidos como "proto-Jokers".
El primer proto-Joker es un personaje llamado Jerome Valeska. Si bien Jerome solo estaba destinado a tener una aparición única en la primera temporada, el equipo quedó tan complacido con la actuación de Monaghan que decidieron explorar más al personaje. Regresó al comienzo de la segunda temporada pero fue rápidamente asesinado después de un arco de tres episodios. Esto se hizo porque Heller pensó que el público respondería negativamente si pasaban toda la temporada creyendo que Jerome era el Joker. El productor ejecutivo Bryan Wynbrandt agregó que "Joker es tan icónico que parece que no queremos llegar a él nunca", y debido a que Monaghan personificó a Jerome de cierta manera, "lo que lo hace tan emocionante es que él no es el Joker. Él es Jerome" .
La risa de Jerome se insertó brevemente en el final de la segunda para ser introducida del todo en la tercera temporada. Según el productor ejecutivo Ken Woodruff, la tercera temporada estaba destinada no solo a profundizar en la mitología del Joker, sino también a "personajes que pueden o no ser el Joker" o potencialmente "una fusión de lo que vendremos a conocer como el Joker". En otro arco de tres episodios, el creciente culto de simpatizantes de Jerome logra resucitarlo, preparando el escenario para la cuarta temporada en la que Jerome juega un papel mucho más importante. Monaghan había lanzado una historia al comienzo de la temporada, que los showrunners rechazaron pero tomaron ideas. Jerome es asesinado por segunda vez en la cuarta temporada, poco después del debut de su hermano gemelo, Jeremiah Valeska (llamado así por Jeremiah Arkham).
| "Siento que el personaje de Cameron, en todas las iteraciones de los personajes que interpretó, Jerome, Jeremiah y el nuevo personaje que interpreta, si no es el Joker, entonces es alguien que sí proporciona la historia de origen para la persona que verás más adelante." —Showrunner John Stephens |

Según John Stephens, los showrunners sintieron que habían llevado el personaje de Jerome tan lejos como podía llegar, y querían desarrollar a otro que encarnara un aspecto diferente del archienemigo de Batman. Tomaron varias características del Joker y las analizaron, con cada precursor individual representando un elemento diferente del Joker. Jeremiah es un ingeniero civil quien se convierte en un criminal después de que Jerome lo rociara con químicos, lo que le provocó una transformación similar al Joker. En la quinta y última temporada, Jeremiah cae en un tanque de productos químicos, lo que hace que experimente otra transformación sustancial que altera su psique para convertirse en lo que Monaghan describe como un "tercer personaje". En el último episodio se deja por saber si Jeremiah se convertirá o no en el Joker.
Durante el evento virtual DC FanDome en 2020, se realizó un documental titulado The Joker: Put on a Happy Face para celebrar el 80 aniversario del personaje. Este documental incluye a Jeremiah Valeska de Gotham entre las diversas iteraciones del Joker adaptadas para cine y televisión.

## Caracterización

### Jerome Valeska
Introducido en la temporada 1, Jerome Valeska es el nihilista hijo de una artista de circo que la asesina por despecho. Inicialmente trata de cubrir sus huellas, pero finalmente se ríe como un maníaco cuando admite sus acciones al detective Jim Gordon (Ben McKenzie) y al médico forense Leslie Thompkins ( Morena Baccarin). En consecuencia, es enviado al Arkham Asylum. Cuando Monaghan fue elegido como Jerome, evitó inspirarse en los actores que habían interpretado al Joker en las diversas películas de Batman. Sin embargo, se inspiró en la interpretación vocal de Mark Hamill en el Universo animado de DC, además de leer tantos cómics que presentaban al personaje como pudo para prepararse para el papel. Jerome regresa al comienzo de la temporada 2, liderando un equipo de fugitivos de Arkham bajo la guía del político corrupto Theo Galavan (James Frain), que quiere sembrar el miedo en su plan para convertirse en alcalde. Galavan sirve como mentor y figura paterna para Jerome, dando forma a su visión del mundo como un escenario para el mal. Esto evita que Jerome se limite a actos delictivos de menor escala. Durante su reinado de terror, Jerome asesina a la capitana de GCPD Sarah Essen (Zabryna Guevara) y a su propio padre, Paul Cicero (Mark Margolis). Galavan lo traiciona y lo mata en el tercer episodio, durante el cual varios personajes observan sus acciones y comienzan a imitar su risa. Jerome es resucitado por un culto en la temporada 3, y una vez más escapa del encarcelamiento y reúne un equipo de supervillanos para causar estragos en Gotham City en la temporada 4. Antes de morir, Jerome advierte a Gordon que otros seguirán sus pasos.

### Jeremiah Valeska
Introducido en la Temporada 4 bajo el nombre Xander Wilde, se revela que Jeremiah fue un niño prodigio que fue expulsado por su madre después de sufrir abusos severos a manos de Jerome. Jerome, sin embargo, sostiene que Jeremiah manipuló a su familia para que se volviera contra él. Jeremiah está expuesto a una variación del gas del miedo del Espantapájaros (Charlie Tahan), que vuelve su piel blanca como la tiza y los labios de color rojo brillante, y se convierte en un antagonista principal en el serie en el futuro. En contraste con su impetuoso y anarquista hermano gemelo, Jeremiah es un psicópata más tranquilo y calculador similar a Hannibal Lecter. Monaghan describió a Jerome como la "motosierra" ya Jeremiah como el "bisturí". Jeremiah ha rechazado la idea de que está loco, creyéndose mucho más inteligente que su hermano, lo que, según el actor, lo hace irredimible. Está obsesionado con Bruce Wayne, a quien ve como un hermano sustituto (después de rechazar a Jerome). Jeremiah tortura a Alfred Pennyworth (Sean Pertwee) y paraliza a Selina Kyle (Camren Bicondova) para atormentar a Bruce recuerdan las acciones definitorias del Joker en la novela gráfica Batman: The Killing Joke. En la temporada 5, Jeremiah se vuelve más desquiciado y extravagante después de que su plan de convertir Gotham en una ruina aislada tiene éxito, con Monaghan inspirándose en David Bowie y Tim Curry en su actuación. Jeremiah concluye que Bruce se define por el trauma del asesinato de sus padres, por lo que crea duplicados de los padres de Bruce para obligarlo a revivir su trauma para que él y Bruce puedan unirse como enemigos odiados. Este plan finalmente falla y Jeremiah cae en un tanque experimental en la planta Ace Chemicals, haciendo referencia a la historia de origen más común del Joker en los cómics.
Otra característica del Joker mostrada en el personaje de Jeremiah fue la de una cómplice femenina similar a un payaso similar al personaje de Batman Harley Quinn. Ecco (Francesca Root-Dodson) es la secuaz psicótica y absolutamente devota de Jeremiah y la líder del culto que lo adora después de que Gotham queda aislada del resto del mundo. En la temporada final, Jeremiah mata a tiros a Ecco, comentando que "Supongo que hay otros peces en el mar", que algunos críticos especularon que allanaría el camino para Quinn en la continuidad de la serie. quien previamente había hecho un cameo en el final de la tercera temporada, interpretado por Meggie Vilcina.
La iteración final de Jeremiah en la temporada final es la fusión de todos los rasgos del Joker vistos anteriormente en la serie con características adicionales. Según Stephens, "cuando miras al Joker y separas ciertos rasgos de carácter, algunos de esos rasgos de carácter se los dimos a Jerome y algunos a Jeremiah, pero, todavía quedaban algunos rasgos de carácter sobrantes que dijimos, no hemos utilizado estos elementos todavía. Está más loco que Jerome y su antiguo yo, y Stephens se refiere a él como una "pesadilla". Le cuesta recordar cuáles de sus recuerdos anteriores a su accidente químico son reales, y su obsesión por Bruce se incrustó tanto que fingió estar en coma durante 10 años, esperando que regresara a Gotham después de pasar una década en el extranjero.